# Cantharocnemis durantoni
Cantharocnemis durantoni är en skalbaggsart som beskrevs av Alain Drumont 2006. Cantharocnemis durantoni ingår i släktet Cantharocnemis och familjen långhorningar.
Artens utbredningsområde är Sri Lanka. Inga underarter finns listade.